# الأمية في الكويت
الأمية في الكويت، أقر الدستور الكويتي على مجانية التعليم للمواطن. فقد نصت المادة الأربعين في الدستور الكويتي على أن التعليم حق للكويتيين، تكفله الدولة وهو إلزاميًا حتى إنهاء المرحلة الثانوية، بينما ما بعدها من مراحل اختيارية لا إلزامية.
استطاعت حكومة الكويت، بواسطة وزارة التربية من مواجهة الأمية في 50 سنة الماضية. فبعد أن كانت نسبة الأمية في الكويت ما تقارب 54.5 في المئة عام 1957، ثم 48.3 في 1970، نجدها وفقا للتقرير الإحصائي الذي أعده قطاع التخطيط والمتابعة في إدارة التنمية البشرية في وزارة التخطيط للعام 2000, قد انخفضت إلى 11 في المئة من مجموع المواطنين. أيضاً في عام 2005، وصل معدل معرفة القراءة والكتابة في الكويت قد بلغ 94 في المئة، مما يعني أن أي نسبة الامية بها ما يقارب 6%. بينما ذكرت دراسة حديثة أجرتها الكويت ونشرت في 2018، أن نسبة الأمية في الكويت للعام الدراسي 2017-2016 بلغت 3.73 في المئة من إجمالي السكان فئة 15 سنة فما فوق، بينما بلغت نسبة الأمية بين الكويتيين %2.80، وبين غير الكويتيين بلغت %4.03.
ومرت الجهود المبذولة في سبيل القضاء على مشكلة الأمية في الكويت بثلاث مراحل رئيسية:
- المرحلة الأولى: كانت أولاها عام 1950 واستمرت حتى عام 1957 وهي المرحلة التي سبقت الجهود المنظمة لمحو الأمية واقتصرت على محو أمية بعض المستخدمين في المدارس والمستشفيات والعمال في المركز الثقافي العمالي ومراكز تدريب الشرطة ومعسكرات الجيش لتحسين معدلات الأداء وتعديل أوضاعهم حيث كان يتم تدريسهم الكتب المقررة لتلاميذ المرحلة الابتدائية.[6]
- المرحلة الثانية: أما المرحلة الثانية التي تقع في الفترة ما بين عامي 1957 1981 وهي مرحلة ما بعد الأمية وتعليم الكبار فتم فيها افتتاح أول مركزين لمحو أمية الرجال عام 1958 والآخر لمحو أمية النساء عام 1963.[7]
- المرحلة الثالثة: أما المرحلة الثالثة فبدأت بصدور قانون محو الأمية في عام 1981 والذي يحتوي على 23 مادة من أجل القضاء على الأمية نهائيا بدأت المرحلة الثالثة من مسيرة النهضة التعليمية في مجال محو الأمية وتعليم الكبار. وفيه عُرِّفَ فيه الأمي بأنه كل فرد تجاوز الرابعة عشرة من عمره ولم يصل في تعليمه إلى مستوى يعادل الصف الرابع الابتدائي وليس ملتحقا بالمدارس الابتدائية.[8] بينما نصت المادة من القرار الوزاري على الحد الأدنى لسن الإلزام واعتبرت قانون محو الأمية الزاميا على الكويتيين الأميين الذين تقل أعمارهم عن أربعين سنة في الأول من سبتمبر عام 1981 وعلى الكويتيات العاملات بالقطاع الحكومي اللاتي لم يبلغن سن الخامسة والثلاثين في نفس العام.[9]

وتحاول الكويت جاهدة القضاء على الأمية بشكل كامل، فقد بدأت برنامجها الخاص في عام 1989، بإنشاء مراكز صباحية لمحو الأمية للنساء. وبحسب الإصدار الحديث للمجموعة الاحصائية للتعليم في الكويت للعام 2013/2012 التي تصدرها إدارة التخطيط بوزارة التربية، فهنالك ما يقارب 25 مركزا للذكور والإناث، متوزعغين علي محاظات الكويت الستة، بإجمالي 89 فصلا مدرسيا فيما يبلغ اجمالي عدد الدارسين والدارسات في تلك المراكز 1939 منهم 983 كويتيا وكويتية و956 من المقيمين. وتشكل النساء النسبة الأكبر في أعداد المنتسبين لمراكز محو الأمية بواقع 1429 دارسة من الكويتيات وغير الكويتيات فيما يبلغ عدد الذكور 510 دارسين في حين يبلغ اجمالي أعضاء الهيئة التدريسية بتلك المراكز 367 معلما ومعلمة.